# Naja naja
La cobra india o cobra de anteojos (Naja naja) es una especie de serpiente venenosa originaria del Subcontinente indio. Como otras cobras, la cobra de anteojos es famosa por el capuchón que despliega alrededor de su cabeza cuando se encuentra excitada o amenazada. En la parte de atrás del capuchón tiene dos manchas negras unidas por una línea curva, que da la impresión de ser unos anteojos. El tamaño medio de estas cobras se encuentra en torno al metro, aunque rara vez superan los 2 metros de longitud. El color de los anteojos puede variar significativamente del mismo modo que el color del resto del cuerpo de la serpiente. Tiene pocos enemigos naturales, y los únicos que realmente se enfrentan con ella son la mangosta y en ocasiones incluso la cobra real.

## Veneno
El veneno de la cobra india contiene  una poderosa neurotoxina postsináptica. El veneno actúa sobre la hendidura sináptica de los nervios, paralizando de este modo los músculos, y en caso de mordeduras graves conducen a un paro cardiorrespiratorio. Los componentes del veneno incluyen enzimas tales como hialuronidasa que produce lisis e incrementa la diseminación del veneno. La toxicidad es similar al de la Cobra china.
En la parte posterior del capuchón la serpiente tiene dos patrones circulares u ocelos, conectados por una línea curva, que recuerda la imagen de unas gafas. Los hindúes creen que son las huellas de Krishna, que danza sobre Kaliya, una cobra de 110 cabezas encapuchadas. La cobra india promedio tiene alrededor de 1,9 metros de longitud y rara vez alcanza hasta 2,4 metros.

## Descripción
La característica más distintiva e impresionante de la cobra India es la campana, que se forma mediante el aumento de la parte anterior del cuerpo y la difusión de algunas de las costillas en su región de cuello, cuando está amenazada. El patrón de espectáculo en el capó es muy variable, al igual que el color general de la serpiente.
Se observa una línea adicional por encima del espectáculo en esta cobra. Esto es sólo uno de los distintos modelos que se pueden encontrar en una cobra.
El nombre del género Naja proviene de las lenguas Indígenas. la Cobra india o Cobra de anteojos, siendo común en el sur de Asia, se conoce por varios nombres locales que se derivan de la raíz de Naag (hindi, sánscrito, Oriya, Marathi), Moorkan (Malayalam), Naya (cingalés), Naagu Pamu (Telugu), Nagara Haavu (Kannada), [6] Naaga Pambu o Pambu Nalla (Tamil) [6] "Phetigom" (Assam) y Gokhra (bengalí).
Generalmente, la Ratsnake Ptyas mucosus oriental se confunde con la cobra, sin embargo esta serpiente es mucho más larga y puede distinguirse fácilmente por la apariencia estriada más prominente de su cuerpo. Otras serpientes que se asemejan a Naja naja son las bandas Racer Argyrogena fasciolata y la Serpiente Smooth Coronella brachyura india

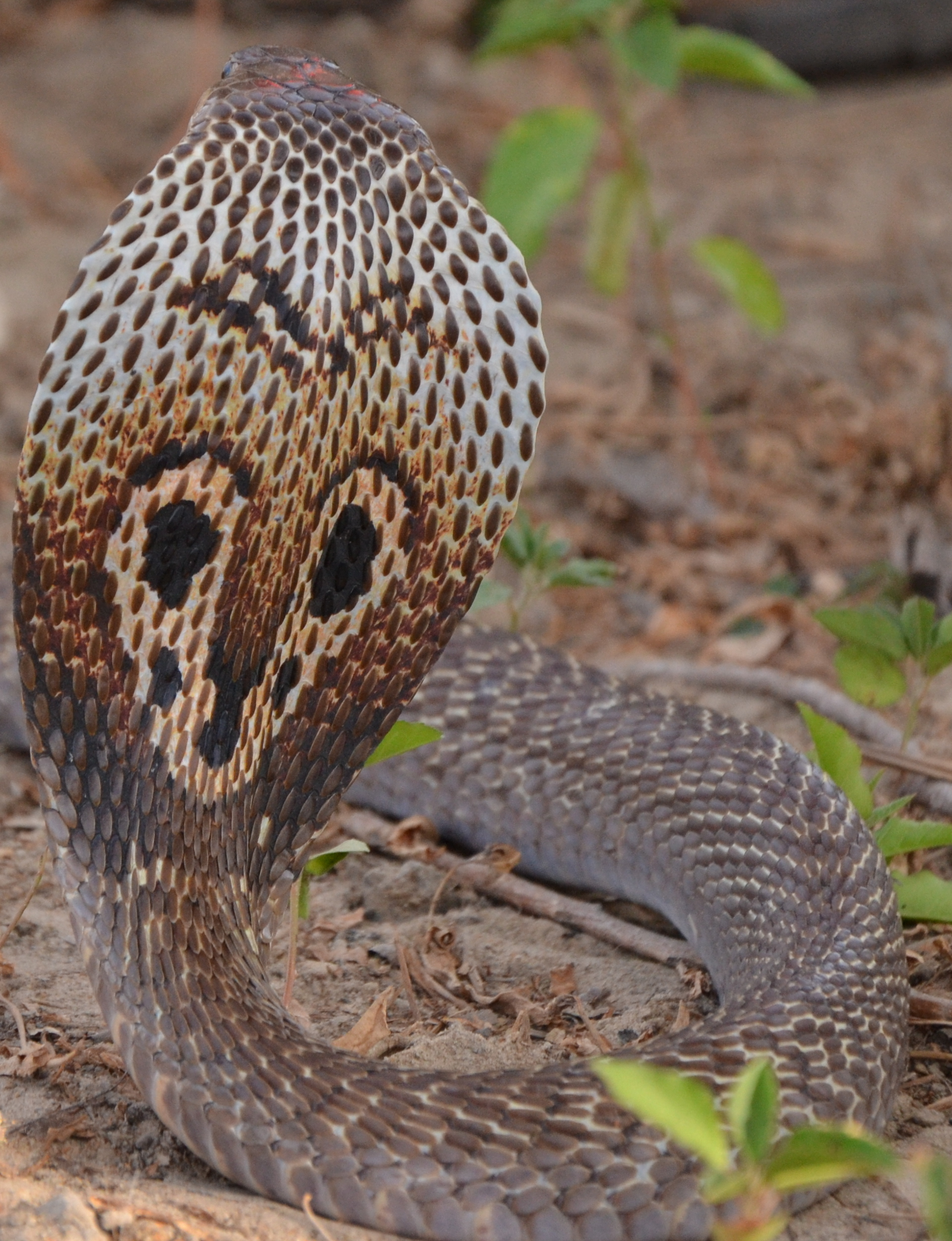
Se puede apreciar una línea adicional por encima de su dibujo parecido a gafas de este cobra. Este es sólo uno de los diversos patrones que se pueden encontrar en esta cobra

## Distribución, hábitat y ecología
La cobra india es nativa del subcontinente indio, que actualmente incluye a Nepal, Pakistán, India, Bangladés y Sri Lanka. Se la puede encontrar en llanuras, selvas, campos abiertos y las regiones densamente pobladas por personas. Su distribución comprende desde el nivel del mar hasta 2.000 metros (6.600 pies) sobre el nivel del mar. Normalmente, esta especie se alimentan de roedores, sapos, ranas, aves y otras serpientes. Su dieta de las ratas que conduce a las zonas habitadas por seres humanos, incluidas las granjas y en las afueras de las zonas urbanas.

## Reproducción
Las cobras indias son ovíparas y ponen sus huevos entre los meses de abril y julio. La serpiente hembra pone generalmente entre 10 a 30 huevos en agujeros de rata o montículos de termitas y los huevos eclosionan 48 a 69 días después. La medida crías de entre 20 y 30 centímetros (7,9 a 12 pulgadas) de longitud. Las crías son independientes desde el nacimiento y tiene glándulas venenosas en perfecto estado.

## Genoma
La cobra India tiene un cariotipo diploide de 38 cromosomas conformado por siete pares de macro-cromosomas, 11 pares de micro-cromosomas y un par de cromosomas sexuales.  Utilizando secuenciación de última generación y tecnologías genómicas emergentes, en 2020 se publicó un genoma de referencia construido de novo y de alta calidad de N. naja El tamaño estimado de este genoma haploide es de 1,79 Gb, el cual tiene un 40,46% de contenido GC y un 43,22% de contenido repetitivo. Específicamente, los macrocromosomas, que representan el 88% del genoma, tienen un 39,8% de contenido de GC, mientras que los microcromosomas, que representan solo el 12% del genoma, contienen un 43,5% de contenido de GC.

### Análisis de sintenia
Un análisis de sintenía entre la cobra india y el genoma de otra especie de serpiente venenosa (Crotalus viridis) reveló grandes bloques sinténicos dentro de los macro, micro y cromosomas sexuales. Este estudio permitió la observación de eventos de fusión y fisión cromosómica, los cuales son consistentes con la diferencia en el número de cromosomas entre ambas especies. Por ejemplo, el cromosoma 4 de la cobra india comparte regiones sinténicas con los cromosomas 3 y 5 del genoma de la serpiente de cascabel, lo que indica un posible evento de fusión. Además, los cromosomas 5 y 6 de la cobra india son sinténicos al cromosoma 4 de la serpiente de cascabel, lo que indica un posible evento de fusión entre estos cromosomas.
Por otro lado, al realizar una comparación de sintenia entre el genoma completo de la cobra india y otros genomas de reptiles y aves, se reveló la presencia de grandes regiones de sintenia entre los macro, micro y cromosomas sexuales de las especies, lo que indica cambios en la organización cromosómica entre genomas de reptiles y aves, y lo cual es consistente con sus trayectorias evolutivas.

### Organización de genes
Utilizando información de homología de proteínas y datos de expresión genética de diferentes tejidos de la cobra, se anotaron 23,248 genes codificantes de proteínas en este genoma y 31,447 transcritos, los cuales incluyen productos de splicing alternativo y codifican para 31,036 proteínas. El 85% de estas proteínas anotadas contienen codón de inicio y terminación, y el 12% contienen una secuencia N-terminal de señal de secreción, la cual es una característica relevante en términos de secreción de toxinas de las glándulas venenosas.

#### Genes de la glándula de veneno
Estudios de predicción y anotación de genes del genoma de la cobra india permitieron la identificación de 139 genes de toxinas de 33 familias de proteínas distintas. Estas incluyen familias como las toxinas de tres dedos (en inglés three-finger toxins, 3FTxs), metaloproteinasas de veneno de serpiente (en inglés snake venom metalloproteinases, SVMP), proteínas secretoras ricas en cisteína y otras toxinas que incluyen el péptido natriurético, lectina tipo C, serina proteasas de veneno de serpiente (en inglés snake venom serine proteinase, SVSP), Kunitz, familias activadoras de complemento, fosfolipasa A2 de grupo I (en inglés phospholipase A2, PLA2) y un factor de veneno de cobra (en inglés cobra venom factor, CVF). Estas familias de genes de toxinas de la cobra india se encuentran principalmente en los macrocromosomas de la serpiente, a diferencia de Crotalus virides que los presenta en sus microcromosomas, lo cual es indicativo de las diferencias en la evolución del veneno de serpiente. Además, al comparar los genes de las glándulas venenosas entre la cobra india y C. virides, se identificaron 15 familias de genes de toxinas que son exclusivas de la cobra india, las cuales incluyen catelicidinas y toxinas similares a la fosfolipasa B.

### Transcriptoma de la glándula de veneno e identificación de genes de toxinas

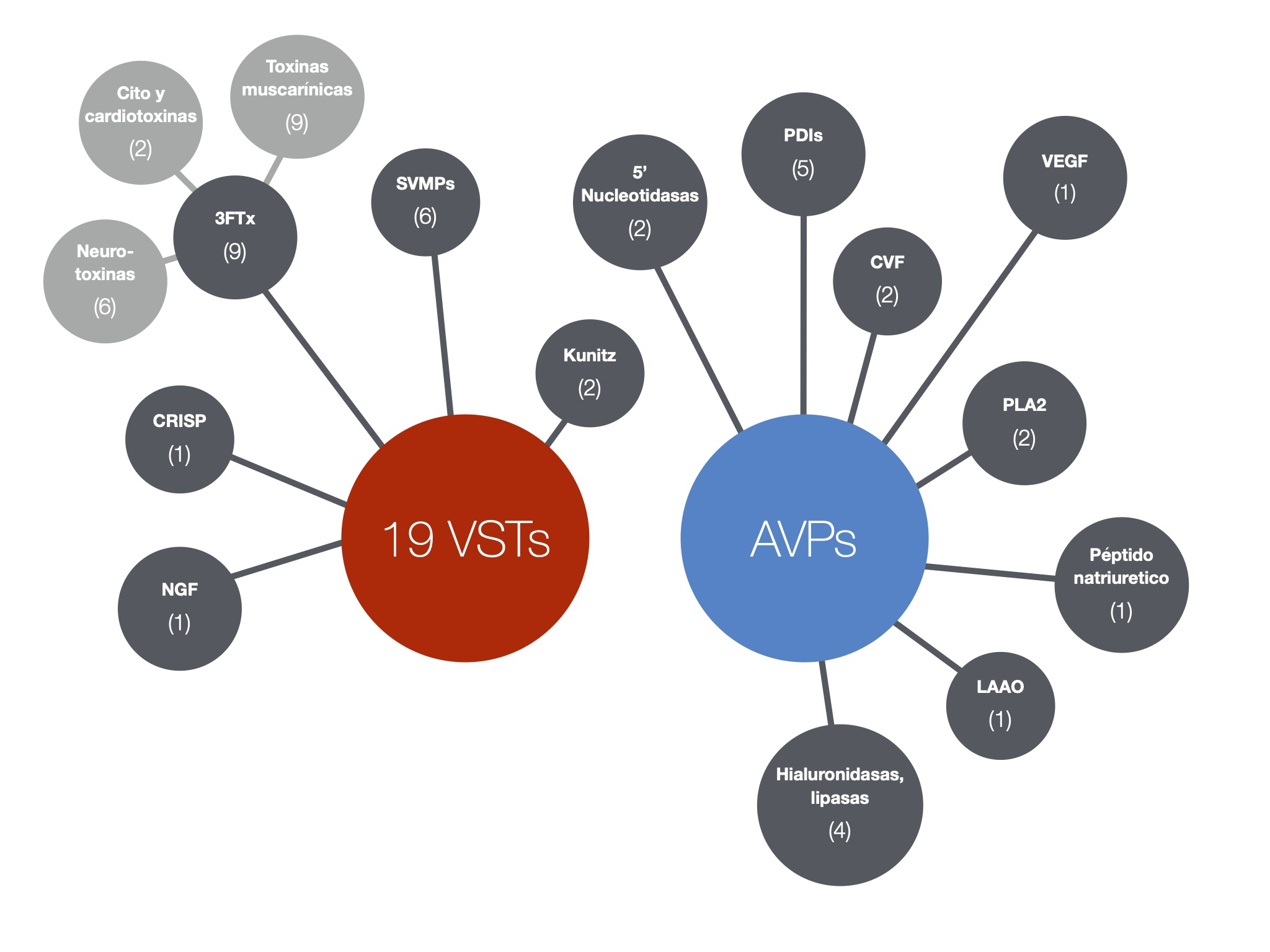
Composición del veneno de la cobra india clasificado según sus proteínas tóxicas específicas (VST) y accesorias (AVP) basado en anotación genómica y datos transcriptómicos por Suryamohan et al., 2020

El análisis de datos transcriptómicos de 14 tejidos diferentes de Nanja nanja permitió la identificación de 19.426 genes expresados. De estos genes, 12,346 pertenecen al transcriptoma de la glándula del veneno, que incluye 139 genes de toxinas de 33 familias diferentes. Un análisis de expresión diferencial reveló que 109 genes de 15 familias de toxinas estaban significativamente sobreexpresados (fold change > 2) en la glándula del veneno y 19 de estos genes se expresaban exclusivamente en esta glándula.
Estas 19 toxinas específicas del veneno (en inglés venom specific toxins, VST) corresponden a las toxinas efectoras principales e incluyen: 9 toxinas de tres dedos (3FTxs) de las cuales seis son neurotoxinas, una citotoxina, una cardiotoxina y una toxina muscarínica, seis metaloproteinasas de veneno de serpiente (SVMP), un factor de crecimiento nervioso (NGF), dos serina proteasas tipo Kunitz y una proteína secretora rica en cisteína. Además de estas VST, también se encontraron otras proteínas accesorias del veneno (en inglés accessory venom proteins, AVP) que se sobre-expresan en la glándula del veneno, tales como: el factor de veneno de cobra (CVF), factores de coagulación, proteínas disulfuro isomerasa, péptidos natriuréticos, hialuronidasas, fosfolipasas, L-aminooxidasa ácida (LAAO), factor de crecimiento endotelial vascular (VEGF) y nucleotidasas 5'.
Estos datos transcriptómicos de la glándula del veneno de serpiente en conjunto con la información proporcionada por el genoma de referencia de la cobra indiapublicado por Susyamohan et al., 2020 sugieren que estas VST junto con las AVP forman los componentes efectores tóxicos principales del veneno de esta serpiente, los cuales son responsables de inducir parálisis muscular, disfunción cardiovascular, náuseas , visión borrosa y hemorragia tras la mordedura de Nanja nanja.
La identificación de los genes que codifican estos componentes efectores tóxicos del veneno de la cobra india podrán permitir el desarrollo de antivenenos recombinantes basados en anticuerpos neutralizantes específicos y de composición definida para las proteínas VST.

## Naja najaen la cultura hindú

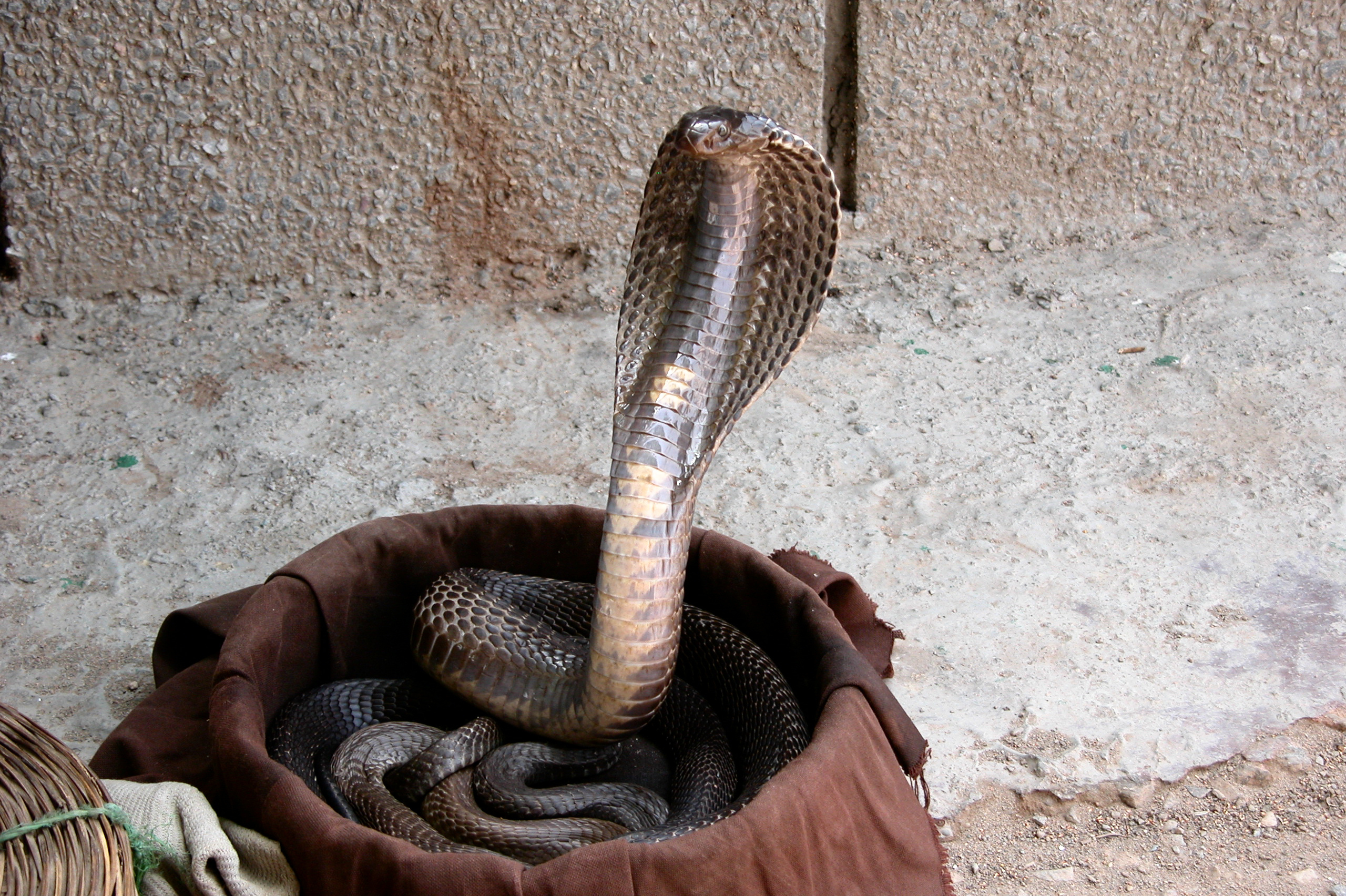
Cobra en una cesta, levantando la cabeza y extendiendo su capucha.

La cobra de anteojos es muy respetada y temida, e incluso tiene su propio lugar en la mitología hindú como una poderosa deidad. Generalmente, el dios hindú Shiva se representa con una espiral de cobra protectora alrededor de su cuello. Vishnu, el preservador del universo y el Dios Supremo, generalmente se describe como recostado sobre el cuerpo en espiral de Sheshnag, la Serpiente preeminente, una deidad serpiente gigante con múltiples cabezas de cobras. Las cobras también son venerados durante el festival hindú de Nag Panchami.
Hay numerosos mitos acerca de las cobras de la India, incluyendo la idea de que se aparean con serpientes ratoneras.

### Encantadores de serpientes
La celebridad de la cobra india proviene de su popularidad como una serpiente de elección de los encantadores de serpientes. La dramática postura amenazante de la cobra la convierten en un espectáculo único, ya que parece balancearse al son de la flauta de un encantador de serpientes. Estos con sus cobras en una cesta de mimbre son una vista común en muchas partes de la India, sólo durante el festival de Nag Panchami. La cobra es sorda a la tubería de encantador de serpientes, pero sigue la pista visual de la tubería en movimiento y puede sentir las vibraciones de la tierra aprovechando el encantador de serpientes. Por razones de seguridad, se extrae todo el veneno de los colmillos de la cobra. Los encantadores de serpientes venden dicho veneno a muy alto precio (con este veneno se prepara el antídoto). Los viejos encantadores de serpientes indios también llevaban a cabo peleas de cobra y mangosta, estos espectáculos sangrientos, lucha en que por lo general moría la serpiente, son ahora ilegales. La cobra india es una de las especies de Naja más venenosas considerando su valor de  DL50 en ratones.

## Galería de imágenes

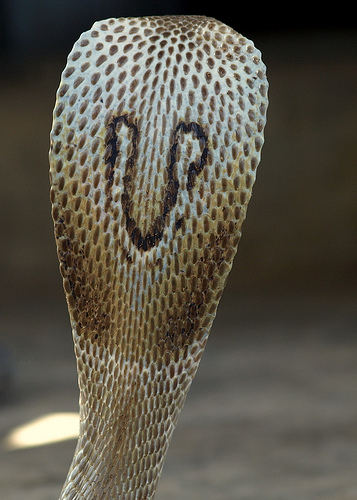
Patrón de la capucha de la serpiente
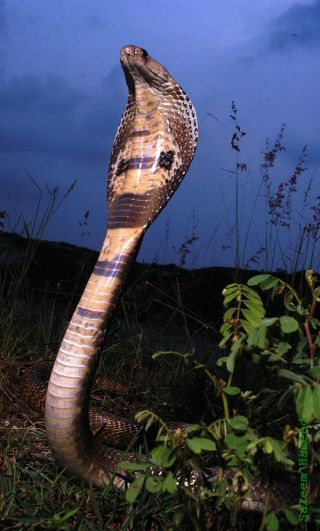
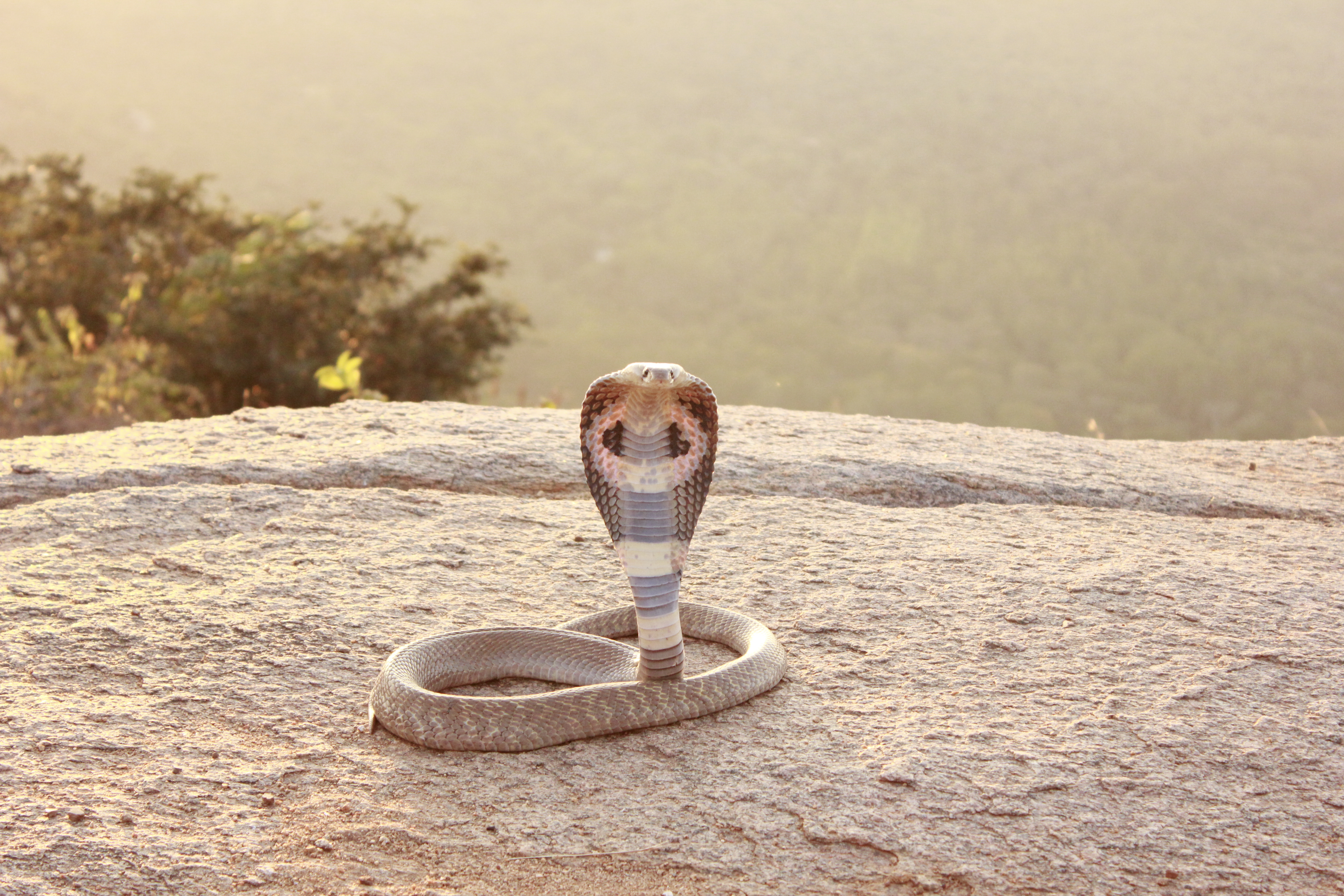
Fotografía de una Cobra de la India en posición de ataque.